# 阿爾普謝拉峰
46°43′7.2″N 10°00′37.1″E / 46.718667°N 10.010306°E
阿爾普謝拉峰（Piz Arpschella），是瑞士的山峰，位於該國東南部，由格勞賓登州負責管轄，屬於阿爾布拉山脈的一部分，海拔高度3,032米，每年平均降雨量1,367毫米。